# Yeniakpınar, Birecik
Yeniakpınar là một xã thuộc huyện Birecik, tỉnh Şanlıurfa, Thổ Nhĩ Kỳ. Dân số thời điểm năm 2011 là 89 người.